# ستيف ريدغريف

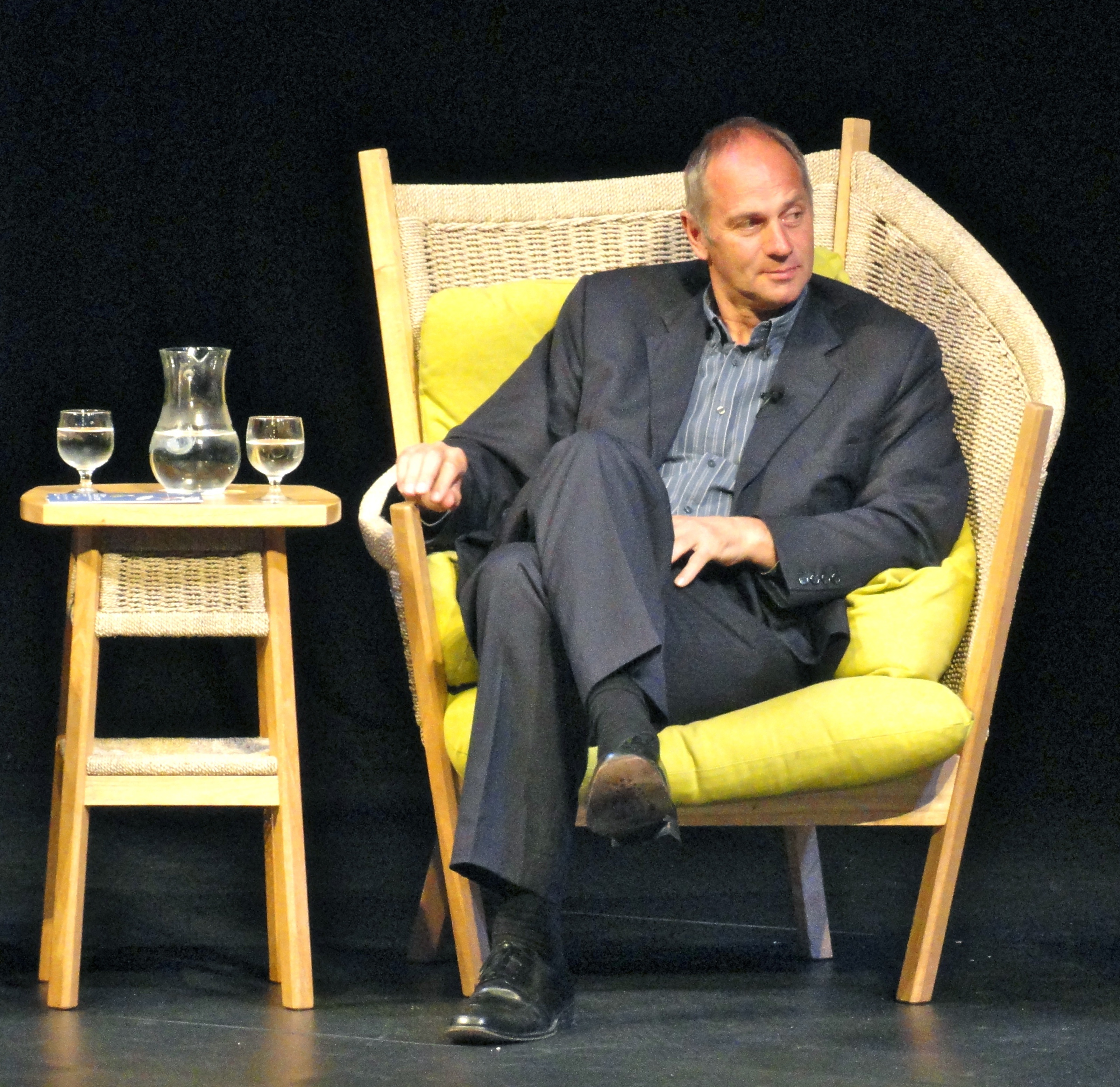
ستيف ريدغريف.

ستيف ريدغريف (Steve Redgrave) هو لاعب أولمبي لرياضة تجديف من بريطانيا العظمى. شارك في الأولمبياد الصيفي في 1984–2000، وفاز بما مجموعه 6 ميداليات.

## الميداليات
| ذهب | فضة       | برونز | المجموع |
| 5   | 100000000 | 1     | 6       |

## روابط خارجية
- ستيف ريدغريف على موقع الاتحاد الدولي للتجديف (الإنجليزية)
- ستيف ريدغريف على موقع اللجنة الأولمبية الدولية (الإنجليزية)
- ستيف ريدغريف على موقع أوليمبيديا (الإنجليزية)
- ستيف ريدغريف على موقع اللجنة الأولمبية البريطانية (الإنجليزية)
- ستيف ريدغريف على موقع اتحاد ألعاب الكومنولث (مؤرشف) (الإنجليزية)